# 2020年中華民國總統選舉電視辯論
2020年中華民國總統選舉電視辯論於2019年12月29日下午2時舉行，是中華民國第十五任總統、副總統選舉前的唯一一場電視辯論，由公共電視台舉辦，此次辯論共設申論、媒體提問、交互詰問和最後結辯四個環節，其中提問環節共有《中國時報》、《蘋果日報》、《聯合報》、中央通訊社和《自由時報》五家媒體的記者分別向三位候選人提出問題。出席辯論的候選人有親民黨總統候選人宋楚瑜、中國國民黨總統候選人韓國瑜和民主進步黨總統候選人蔡英文。

## 協商過程
電視辯論前夕，公共電視台於2019年12月12日宣佈已經取得宋楚瑜、韓國瑜、蔡英文三位總統候選人的同意，將盡快與有意舉辦電視辯論的三立電視、TVBS、中天電視、民視等電視媒體進行協商，商討辯論會日期、場次、形式等，進行討論，整合出最大共識，再邀請三陣營協商，盡快促成電視辯論順利舉行。依據討論，雙方達成舉辦1場或2場辯論的兩方案共識，其中方案A為舉辦2場總統候選人電視辯論，第一場由公視主辦以及製播，並由四報一社（即《蘋果日報》、《聯合報》、《中國時報》、《自由時報》以及中央社）作為媒體代表提問；第2場由三立主辦、製播，並由三立、TVBS、中天、民視作為媒體代表提問。
不過，韓國瑜選舉陣營早前發表聲明，不接受蔡英文總統片面指定泛綠媒體主辦作法，主張應公平由三家電視台與有意參加辯論陣營，共同協商，維持辯論神聖中立性。最終，在韓國瑜陣營不斷質疑三立立場的情況下，僅敲定公視主辦的總統電視辯論，第二場辯論會並無共識。

## 辯論內容

### 申論
開場首位登場申論的是國民黨候選人韓國瑜。他首先提到自己佩戴了任臺北農產運銷公司副總經理時用過的領帶，回憶以前快樂的工作和生活生活，表示自己不忘本。接著，他批評蔡英文的民進黨當局欺騙台獨分子、欺騙中国共产党、欺騙香港示威者、欺騙台灣人，不僅是全台灣最大的詐騙集團，還是賣台集團，從而表示自己是守護中華民國地位的最佳人選。接著登場的親民黨候選人宋楚瑜則在開場白中依照《中華民國憲法》中的總統就職誓詞進行宣誓，他形容總統應該要衡量國際局勢，審慎觀察美國、日本和中國大陸三強之間的關係，不能站錯邊當別人的旗子。最後一位申論的民進黨候選人蔡英文提到了引述中共中央總書記習近平在2019年初提出的「習五條」中「和平統一、一國兩制」是實現國家統一的最佳方式的論述，批評韓國瑜強調的九二共識在中華人民共和國的版本中沒有中華民國的概念。她又提到國民黨候選人韓國瑜之前屢次強調的「亡國論」，表示民進黨執政兩次期間，中華民國並沒有滅亡，而中華民國如果要長期維持國家地位，就應該落實國防、做好經濟轉型、堅守民主自由的生活方式。最後，她坦承選舉結果有輸有贏，但認為所有人都應該對國家主權問題有一致的想法，否則不論誰最終獲勝，國家終究是輸家。

### 媒體提問
媒體提問環節首位提問者是《中國時報》副總編輯白德華，他指近三年國防採購編列達6600億，同時有大筆資金投入到國艦國造工程，如果自身能力不夠，如此大手筆投入是否會變成打錢坑。同時，他也問三位候選人當下的主要、次要假想敵身份，詢問三位如果中國是最主要的敵人，台灣應該如何因應建立有限的國防政策。針對該問題，蔡英文表示自己最重視國防建設，無論假想敵的身份到底是誰，都要將防守策略做好；宋楚瑜稱假想敵是台灣內部分化，指不要太過相信美國，而是將要增強人民對自由民主價值的信心，強調應要有自製的國防武器，在不主動挑戰別人的前提下，迎接挑戰時就不會畏懼；韓國瑜沒有從國防方面作答，反而是利用機會批評蔡英文政府充斥貪官污吏，慶富案的最終調查結果都不清楚，指沒有乾淨的政治，就不會有清廉的執政。
第二位提問的是《蘋果日報》副總編輯蔡日雲，她向三位候選人分別提出問題，其中提問宋楚瑜的問題是是否會把今年第五次參選的機會作為實現終身政治目標的機會，還是為了延續政黨生命，宋楚瑜表示自己是曾經看到一份民調稱20%和40%的受訪者擔心蔡英文和韓國瑜當選總統，同時受訪者對宋楚瑜的好感度和信任感最高，才決定參選；提問蔡英文的問題是如何在日後的執政中處理勞基法一例一休爭議、如何回應大量選用派系人士招致的「黨同伐異」批評，蔡英文回應是政策在執行過程中需要不斷檢討修正，而「黨同伐異」則是言重，表示自己過去曾邀請宋楚瑜先生代表出席亞太經濟合作會議(APEC)，和國民黨的縣市長的溝通也很順暢；提問韓國瑜的問題是就任高雄市長不滿八個月就宣佈參選總統，同時和新莊王小姐也傳出緋聞，如何承諾不會欺騙選民，對此韓國瑜依然沒有做出正面回答，而是藉機公開批評《蘋果日報》大肆抹黑自己的私生活，卻不揭露蔡英文的醜聞，是不敢得罪當權者的行徑，呼籲民眾用智慧「唾棄」這種媒體。
第三位提問的是《聯合報》總編輯范凌嘉，問題集中在公投、監察委員是否可以約詢與個人政治立場相左的法官，以及前總統陳水扁保外就醫等三大爭論點。蔡英文強調，去年九合一選舉與公投共同作用，造成選舉步調大亂，因此決定讓公投回歸公投。針對陳水扁，她表示總統無法擅自決定一個人保外就醫的權利，強調總統執政有監委調查司的監督，雙方職權獨立、互不干涉。宋楚瑜指，公投、陳水扁和陳師孟是脫序的體現，顯示出民進黨無法依照人民的意願行事，核能發電和同性婚姻就是最突出的例子。他也以美國總統唐納·川普做例子，提醒韓國瑜應該客氣對待媒體，尊重媒體自由。韓國瑜指出，民進黨在野時最痛恨國民黨四件事，即「司法不公、國庫通黨庫、收買媒體、立院野蠻忽略程序正義」，結果民主黨執政時變本加厲，貪污腐敗、收買台灣媒體、秘密建立網軍，到了最近通過反渗透法，都忽視了程序正義。
第四位提問的是中央社總編輯陳正杰，他詢問韓國瑜和宋楚瑜兩人對中共政府搶走邦交國、軍事恫嚇台灣、建立新疆再教育營及處置香港反送中運動的看法。韓國瑜反問，習近平要一國兩制統一台灣，台灣人要不要聽，指責中央社的問題將台灣狹窄化，用意識形態自我捆綁，認為只要台澎金馬跟海外5000萬華人連接在一起共同捍衛中華民國，熱愛中華文化，就一定能維護中華民國憲政體制。宋楚瑜主張兩岸和平發展、維持現狀，呼籲對岸正視中華民國價值和體制的存在，由台灣人民共同決定是否改變現狀。蔡英文強調，她在兩岸關係的立場上向來秉持不挑釁、不冒進的原則，沒有限制兩岸交流，反倒是中共政府將中國觀光客當成政治籌碼，相信台灣人民能團結維護國家主權和兩岸和平穩定，而北京當局終究要和台灣打交道。
第五位提問的是《自由時報》總編輯鄒景雯，她詢問宋楚瑜五次參選總統，對這20年間的台灣政治發展有何看法，宋楚瑜表示，過去20年台灣的政治熱鬧有餘，紮根不足。人民都給過國民黨和民進黨機會，但是兩黨表現不如人意。他認為，台灣不需要強人做總統，而不是需要領導；詢問蔡英文如果成功連任，會給台灣帶來什麼，蔡英文表示未來最大的挑戰是面對中共越來越明顯的對外擴張意圖，因此未來的領導人需要用盡辦法捍衛民主自由，確保下一代繼續保有這樣的生活方式。鄒景雯問韓國瑜對香港反送中事件的看法，韓國瑜沒有作出回答，而先回應宋楚瑜先前的提醒，要宋楚瑜設想如果遭到媒體惡意揣測攻擊，是否還會堅持自己尊重媒體的觀點。他強調自己尊重媒體自由，惡劣媒體就應該受到全民譴責。他又提起自己之前拒絕三立電視的採訪，認為「三立」應該改成「兩立」，少了的「一立」是良心，剩下的「兩立」是造謠、抹黑。另外，他又指在一國兩制的議題上，蔡英文如同擠牙膏一樣，把自己往一國兩制的方向擠，強調支持中華民國不是獲取選票作出的政治考量，是人民的信念。

### 互相詰問
到了互相詰問的環節，韓國瑜先反問蔡英文和宋楚瑜有沒有宗教信仰，強調自己是有神論者，正因為如此，自己做什麼事都不會亂來，包括他人「喝酒抱女人」的指控。他又批評蔡英文的執政團隊違背天理道德，違背台灣人民的期盼。宋楚瑜回應，父親從小便教導他「舉頭三尺有神明」，他就是用這樣的信念從政。蔡英文說，無論是有神論或無神論，台灣都很敬畏神明，都把在全台灣社會普及良善力量作為共同責任。不過，她表示總統除了要有良善、敬畏神明的心，心態其實很重要，認為韓國瑜若當選總統，威權、封建、退步的國民黨就要回來了。
第二輪詢問，蔡英文拋出統獨問題。她指韓國瑜曾簽署主張『無色覺醒』聲明，相當於變相承認台灣屬於中國，這樣是否有悖於「中華民國萬歲」的口號。此外，台灣日後如果要由14億人決定2300萬人的未來，是韓國瑜的主張還是國民黨的主張。韓國瑜表示，無色覺醒的無色和國民黨代表的藍色象征著台灣可以自由表達的可歸之處。他批評蔡英文在2000年擔任陸委會主委曾表示中國是台灣人的唯一選擇，台灣不能用主權交換經濟，本身就和民進黨一樣在出賣台灣人民利益。宋楚瑜將蔡英文的問題歸納為「路線」和「底線」二字。他引用憲法原文，認為各方應該正視歷史，面對未來，懂得跟對岸打交道，建立建設性的對話。
接著，韓國瑜繼續質疑民進黨執政團隊貪污，是否願意重啟特偵組。蔡英文批評韓國瑜此前三次政見會都在提特偵組問題，今天再提一次，指韓國瑜的政見只有重啟特偵組，就是因為拿不出具體證據證明她貪污，才要設置特偵組。她認為，特偵組只是任務編組，目前已有的檢察官和職司犯罪偵查已經可以履行相應職責，根本沒有重啟的必要，而且特偵組是馬英九和王金平九月政爭時期的東廠，到現在還要用同樣方法查無證據的指控，本質是干預司法、製造政爭工具。
到下輪提問，宋楚瑜承諾當選後每年到立院作國情報告，親民黨籍閣員不超過4成，2年之內讓台灣重新或新加入國際性組織，讓大陸觀光客訪問量恢復到每年4百萬人次，若無法兌現2年請辭，詢問韓國瑜和蔡英文能否作同等的承諾。韓國瑜未回答問題，繼續就特偵組問題抨擊蔡英文，他指監委陳師孟像老虎一樣，連法官、檢察官都約談，一般檢察官但是不敢辦總統、院長跟部長，證明特偵組有必要。他又指蔡英文被派系綁架，被新潮流掌握，自己卻隻字不提。蔡英文指韓國瑜的話像出自武俠小說中的江湖，完全不了解民主政治跟政黨整治，強調民進黨黨團有獨立自主操作的空間，內部的競爭是在營造公平競爭的機會，最終各黨團都會團結一致。至於宋楚瑜的問題，蔡英文表示，只要立法院邀請便會去發表國情報告，閣員要選賢為才，如果有餘裕，可用不同黨籍，至於每年加一個國際組織，觀光客要達到4百萬人數，可以強力達成目標，但要考慮主權問題。
接下來，蔡英文質疑韓國瑜時常信口開河，倘若當總統或回去高雄繼續履行市長職務，如何重建已經殘破不堪的誠信。韓國瑜反批給蔡英文寫稿的幕僚格局太小，從太平島挖石油、家裡的事、摩天輪到高雄市的問題等不勝枚舉，就連自己都搞不清是誰提供這些資料給蔡讀稿。他批評蔡英文的跳票太多，一直在跟全國人民說要謙卑，可是反滲透法體現的是獨裁。他懇求覺得蔡英文施政四年有幸福感的民眾一定要給蔡英文投票，不投沒有天理。宋楚瑜認為，蔡英文曾承諾「還權於民」的基本思維，但對馬英九不以為然，不能自我感覺良好，顯然很多承諾執行上會有困難，但不應忘記總統就是最重要的平台，必須整合不同意見，甚至是與黨外溝通。
韓國瑜之後引用台北市市長柯文哲的言論，批評蔡英文養網軍。蔡英文指大量中國網軍於去年市長選舉期間在網路上活動，給了韓國瑜最大的幫助，因此韓國瑜才是網軍的最大受益者，中國網軍、水軍大舉支持韓國瑜，但韓國瑜從來沒回應過。她指出，網軍在網路上肆意造假、抹黑，罷凌政治人物，連意見領袖、表達意見的市民也成為目標。宋楚瑜評價韓國瑜所提出的問題，稱台灣社會要尊重人民自由，但必須要有秩序。台灣資訊業非常發達，將來也需要有基本規範，但規範不能讓執政的人單獨下決定。他認為三人應該共同承諾，未來無論誰當選，台灣未來網路制度要建立好的規範，這一觀點得到蔡英文同意。
之後宋楚瑜在詢問中回顧蔡英文對國家和兩岸關係的定位，蔡英文回應執政會遵循現行中華民國憲政體制和增修條文，也會按照人民意志作為執政的基礎。宋楚瑜又問韓國瑜如何處理國民黨買辦在中國的巨大產業鏈，但韓國瑜依舊藉機批評蔡英文的網軍指控。韓國瑜形容自己像是善良的小白兔，遇到大野狼，大野狼就是蔡英文的網軍，他強調如果蔡英文網軍沒有幫助她贏得初選，今天跟他辯論的就是賴清德。
接著，蔡英文詢問韓國瑜國政計劃的能源政策中有多少經費和時間用在核四，如果後續有核五、六廠，設址地點和核廢料要放何方。韓國瑜譏諷蔡英文對核能政策的態度曖昧，連核技術強國德國和歐洲都認可核能，用核能有兩個條件，一是安全，二是廣大人民同意。他指民進黨直接沒收核四公投公投結果，強調自己執政絕對重啟核四，沒有模糊空間。另外又指台中發電廠燃燒劣質煤炭，黑心商人賺取暴力，質疑有官商勾結。宋楚瑜表示國家領導人必須了解到，台灣天然資源不豐富，必須發揮整合能力。然而，他指出台灣的「五缺」問題難道不只有缺電，除非其他四缺「水、勞工、人才和土地」，最重要缺乏的是領導。至於核四問題，他認為核廢料放蘭嶼，夏天卻要停電，很是諷刺。

## 各界迴響
在辯論會上遭到韓國瑜點名批評的三立電視發表聲明，向韓國瑜表示嚴正抗議，對其惡劣言行深表遺憾，揚言逕行法律程序以維護權益。《蘋果日報》也用聲明提出嚴正抗議，表示會向法院反告韓國瑜先前對該報提出的濫行訴訟。